# Jakob Heller
Pour les articles homonymes, voir Heller.
Jakob Heller (né vers 1460 à Francfort-sur-le-Main et mort le 28 janvier 1522 dans la même ville) était un patricien allemand et un marchand. Il a officié en tant que bourgmestre de la Ville Libre de Francfort en 1501 et 1513. Il a laissé le souvenir d'un mécène et ami des arts ayant commandé le Retable de Heller à Albrecht Dürer et Matthias Grünewald ainsi qu'une statue de la Crucifixion à Hans Backoffen.